# Chevrolet Bolt
El Chevrolet Bolt es un automóvil eléctrico monovolumen del segmento B de cinco plazas producido por el fabricante estadounidense Chevrolet desde 2016.
Se presentó en la Feria de Electrónica de Consumo de 2016 de Las Vegas. Fue comercializado inicialmente en California en el 2016 y en el resto del mundo en el 2017. Fue el segundo auto eléctrico más vendido en los Estados Unidos durante el 2017, totalizando las 112 000 unidades vendidas al finalizar 2020.
El Bolt experimentó fallas en el sistema de almacenamiento de energía, con algunas unidades incendiandose de forma espontánea. A raíz de esto, General Motors aconseja estacionar el auto al aire libre, alejado de otros vehículos. En el 2023, la compañía anunció que dejaría de producir el vehículo.

## Historia

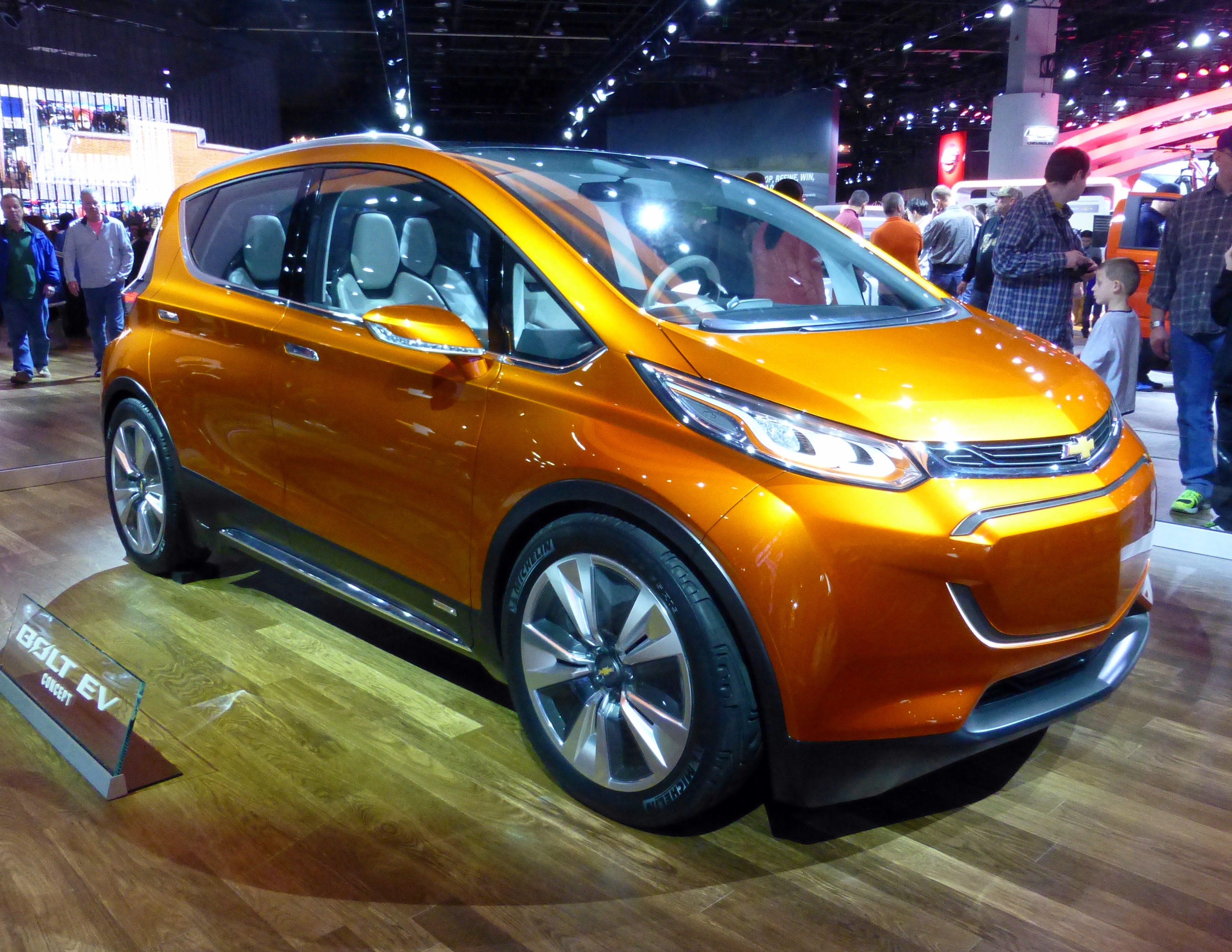
Prototipo en el Salón del Automóvil Internacional de Norteamérica de enero de 2015.

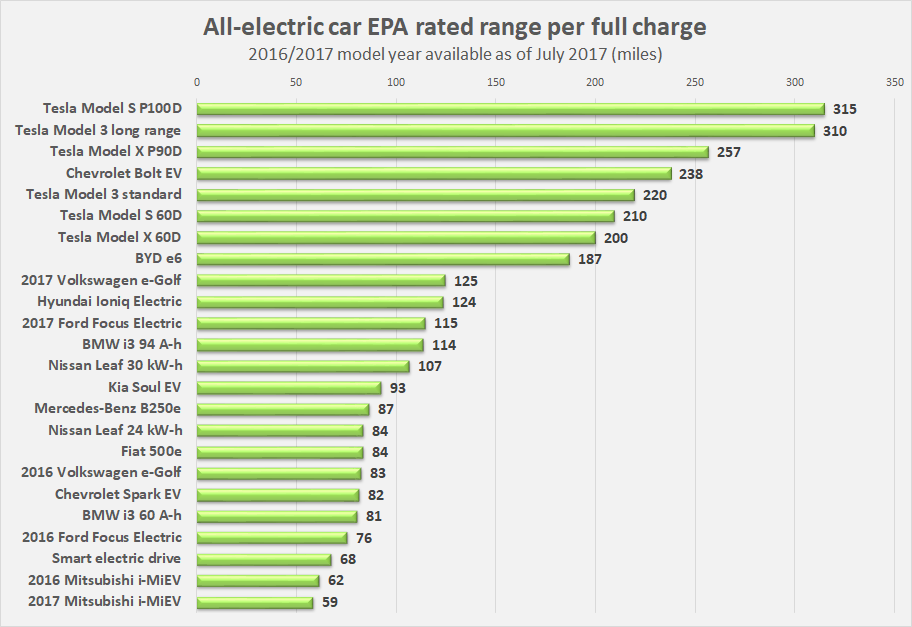
Comparativo de la autonomía de los vehículos eléctricos de los modelos 2016-2017 en Estados Unidos

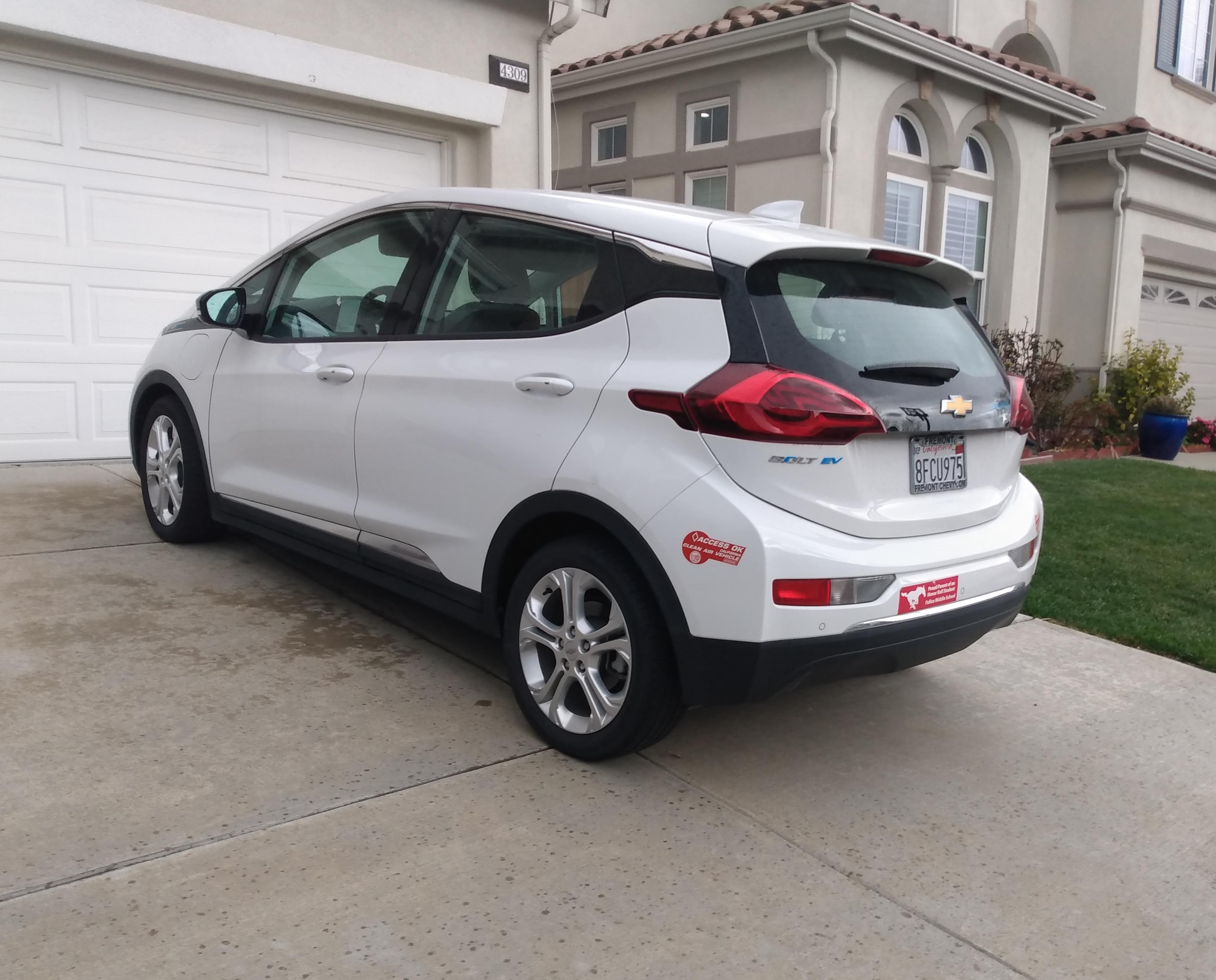
Modelo 2017

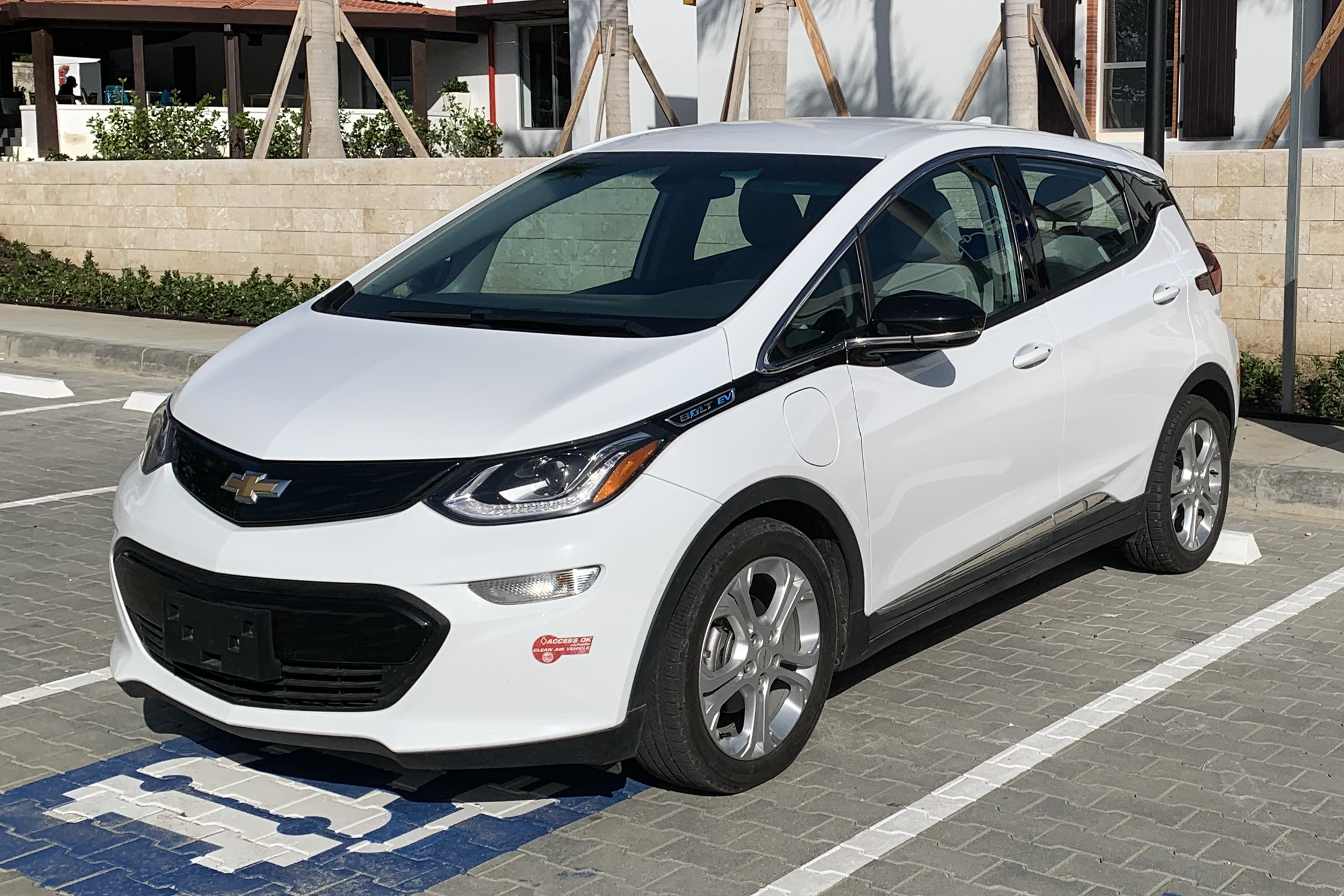
EV SDQ de 2020

El General Motors EV1 fue el primer vehículo eléctrico moderno producido por uno de los mayores fabricantes de automóviles del mundo y el primer vehículo eléctrico lanzado al mercado por General Motors en los Estados Unidos en 1996. Su producción se interrumpió en 1999 y todos los vehículos en uso fueron retirados del mercado por GM entre 2003 y 2004. La mayoría de los 1117 fabricados fueron destruidos y algunos vehículos fueron donados a museos.
Inicialmente el GM EV1 se fabricaba con baterías de plomo y ácido que luego fueron sustituidas por baterías de Ni-Mh. Su autonomía iba desde 113 km (70 millas) en la primera versión hasta 257 km (160 millas) en la última versión producida.
El motor eléctrico trifásico de inducción electromagnética producía 102 kW (139 CV; 137 HP) a las 7000 rpm. A diferencia de los motores de combustión interna, el EV1 podía entregar su par máximo de 149 N·m (110 lb·pie) desde 0 rpm hasta 7000 rpm. Esto hacía innecesaria la transmisión que era sustituida por una caja reductora de una marcha que estaba integrada con la esta.
El Volt es un vehículo híbrido eléctrico enchufable desarrollado por General Motors y lanzado en Estados Unidos en diciembre de 2010.
La compañía evitó el uso del término «híbrido», prefiriendo llamarlo «vehículo eléctrico de autonomía extendida» debido a su diseño. La batería de iones de litio tenía una capacidad de 16 kWh (58 MJ) en el modelo de 2011.
El Volt tiene un motor eléctrico con 111 kW (151 CV; 149 HP) y un par máximo de 370 N·m (273 lb·pie). La capacidad del paquete de baterías se incrementó a 16,5 kWh (59 MJ) de los cuales 10,9 kWh (39 MJ) están disponibles en el modelo 2013. Esto incrementó la autonomía eléctrica de 56 a 61 km (35 a 38 millas). Para el modelo 2015 la capacidad del paquete se incrementó hasta 17,1 kWh (62 MJ).
Al manejarlo cuando la batería baja de un cierto nivel de carga se pone en funcionamiento un pequeño motor de cuatro cilindros en línea de 1.4 litros naturalmente aspirado de la familia GM 09 con 80 HP (81 CV; 60 kW), que mueve un generador eléctrico de 55 kW (75 CV; 74 HP) para extender la autonomía del Volt.
El Chevrolet Spark EV es un vehículo eléctrico que en junio de 2013 fue lanzado en los Estados Unidos en los mercados de California, Maryland y Oregon. El Spark EV es el primer auto de pasajeros totalmente eléctrico comercializado por General Motors desde que el GM EV1 se canceló en 1999.
Tiene un motor eléctrico con 100 kW (136 CV; 134 HP), un par máximo de 542 N·m (400 lb·pie) y una aceleración de 0 a 100 km/h (0 a 62 mph) en 8 segundos. La batería tiene una capacidad de 20 kWh (72 MJ) y pesa 254 kg (560 libras). Tiene una autonomía según la EPA de 132 km (82 millas) con cada carga. Dispone de recarga rápida que en 20 minutos permite alcanzar el 80% de carga.
En abril de 2015 se podía contratar un alquiler leasing del Chevrolet Spark EV por US$139 (equivalente a $178,67 en 2023) mensuales sin entrada.
El Chevrolet Bolt usa tecnología procedente del Volt y del Spark EV.

## Motor
Equipa un motor eléctrico de imanes permanentes de LG Corporation que desarrolla 150 kW (204 CV; 201 HP) de potencia y 360 N·m (266 lb·pie) de par máximo. Está ubicado en el frontal del vehículo y unido a las ruedas delanteras por medio de una transmisión coaxial que dispone de un reductor planetario. La relación final es de 7.05:1.

## Carrocería

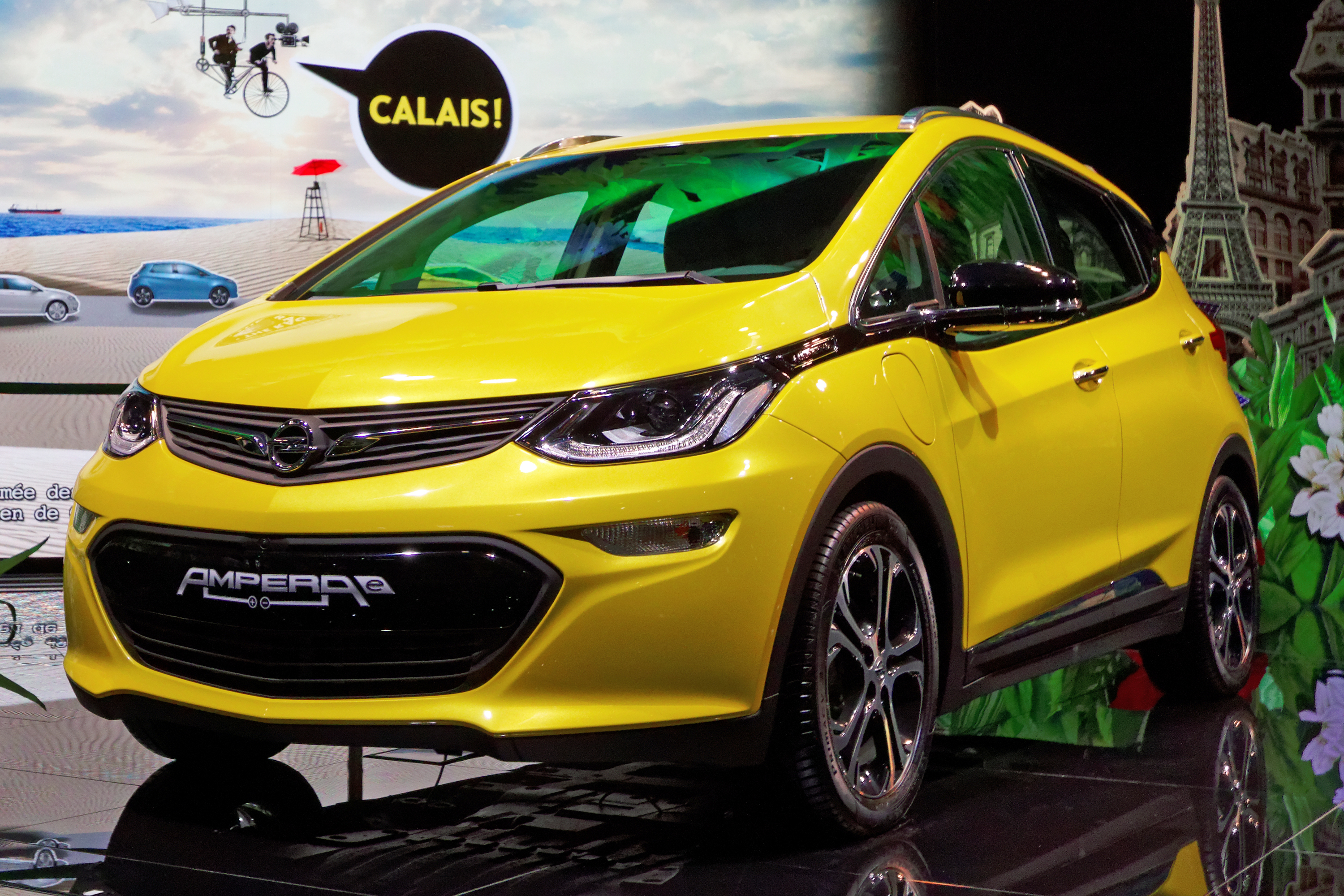
Opel Ampera-e en el Salón del Automóvil de París de 2016

La carrocería es de acero y aluminio.
Su peso es de 1625 kg (3583 libras).
El radio de giro es de 10,9 m (429,1 pulgadas) con 2,91 m (114,6 pulgadas) giros de volante.

## Baterías
El sistema de almacenamiento es mediante un paquete de baterías de iones de litio fabricada por LG cuya capacidad total es de 60 kWh (216 MJ). Puede entregar una potencia máxima de 160 kW (218 CV; 215 HP).
Incorpora una nueva química de níquel enriquecido (nickel-rich lithium-ion chemistry).
Están refrigeradas por líquido mediante un sistema de control activo.
Pesan 435 kg (959 libras) por lo que el paquete tiene una energía específica de 138 Wh/kg. Ocupan un volumen de 285 L (10,1 pies cúbicos) en el suelo del vehículo.
Tiene 288 células de iones de litio. Cada tres células forman un grupo. Se asocian en 10 módulos y 5 secciones.
La garantía del paquete de baterías es de 8 años o 160 000 km (99 400 millas).

## Carga
Dispone de un cargador interno de 7,2 kW (9,8 CV) capaz de recargar una batería descargada en unas 9.3 horas en una toma de 32 A.
Para la recarga rápida Chevrolet ha optado por el sistema SAE Combo, que le permite recuperar unos 140 km (87 millas) en 30 minutos, o alcanzar el 80% de la capacidad en una hora.

## Prestaciones
Acelera de 0 a 100 km/h (0 a 62 mph) en menos de 7.3 segundos y su velocidad máxima está limitada electrónicamente a 145 km/h (90 mph) y 150 km/h (93 mph) en la versión europea para proteger las baterías.
Las baterías le proporcionan una autonomía combinada de unas 238 millas (383 km), según el ciclo de la EPA. La autonomía EPA urbana es de 255 millas (410 km).
La autonomía EPA en autopista es de 217 millas (349 km) debido a su alto coeficiente aerodinámico de 0.32.

## Comodidad
Dispone de una pantalla táctil de 10,2 pulgadas (25,9 cm).
Incorpora una leva detrás del volante que permite regular el freno regenerativo a demanda. El chofer puede detener el vehículo levantando el pie del acelerador y sin tocar el pedal del freno en la mayor parte de las ocasiones. Esto permite realizar el manejo con un pedal.
Como opción dispone de un espejo retrovisor interior que muestra la imagen captada por una cámara trasera gran angular de modo que el conductor puede ver lo que tiene detrás del vehículo sin los obstáculos de pilares o personas.

## Nombre
Chevrolet admitió que hay confusión al tener dos vehículos con nombres similares: Bolt y Volt.
En abril de 2015 Tim Mahoney, Jefe de marquetin de Chevrolet, anunció que GM había decidido mantener el nombre de Bolt para el vehículo de serie porque había sinergias entre los nombres similares y que la asociación de imágenes entre Bolt (rayo) y Volt (voltio) tenía connotaciones positivas.
Se espera una confusión similar en los clientes europeos con la versión del Bolt destinada a Europa. El Opel Ampera-e sólo se diferencia en una letra del Opel Ampera, que es la versión del Chevrolet Volt vendida en Europa.

## Mercados y ventas
Estados Unidos
La demanda no cumplió con las expectativas iniciales, provocando una baja de la producción en julio del 2017. Sin embargo, las ventas mejoraron estrepitosamente al finalizar el año; en octubre fue el coche eléctrico más vendido, superando a los Tesla, Inc..
Canadá
El Bolt LT tiene un precio base de 42 795 CAD o US$32 420 (equivalente a $41 159 en 2023) a septiembre de 2016 e incluye el cargador rápido DC.
Las subvenciones disponibles en 2017 son:
Ontario: De US$12 839 (equivalente a $15 959 en 2023) a US$14 000 (equivalente a $17 402 en 2023).
Quebec: US$8000 (equivalente a $9944 en 2023).
British Columbia: US$5000 (equivalente a $6215 en 2023).[cita requerida]